# مخيم بيرزيت
مخيم بيرزيت هو مخيم فلسطيني أقيم في عام 1948، ويقع على جانبي أحد شوارع وسط المدينة في بلدة بيرزيت التابعة لمحافظة رام الله والبيرة، وحتّى الآن لم يحظى المُخيم باعتراف منظمة وكالة الأمم المتحدة لإغاثة اللاجئين الأونروا.

## لمحة تاريخية
أنشئ مخيم بيرزيت عام 1948 في بلدة بيرزيت الواقعة على بعد سبعة كيلومترات شمال محافظة رام الله والبيرة على مساحة بلغت 23 دونمًا تقع على جانبي أحد الشوارع وسط  المدينة، وبمرور الوقت تقلصت مساحة المخيم مع لتُصبح 6 دونمات فقط.

## الخصائص السكانية
كان عدد سكان مخيم بيرزيت عند تأسيسه في عام 1948 قد قُدّر بحوالي 8000 نسمة وفقًا لبعض الإحصائيات، ثُم أخذ هذا العدد يتقلّص بسبب نزوح السكان إلى البلدات المجاورة أو داخل قرية بيرزيت، وتقلّص مساحة أرض المخيم بالإضافة إلى عدم اعتراف منظمة إغاثة اللاجئين بالمخيم حتى وصل عدد سكانه في عام 1967 إلى 86 نسمة فقط. وقد بلغ عدد سكان المخيم في عام 2010 وفقًا لإحصائيات الجهاز المركزي للإحصاء الفلسطيني حوالي 180 نسمة فقط.
تألفت التركيبة الديموغرافية لسكان مخيم بيرزيت من سكان عدد من القرى الفلسطينية المهجرة  سنة 1948، مثل قرى كفرعانة والعباسية وسلمة وبيت نبالا والمَسْمية واللد وأبو شوشة وقولية. في البداية سكن اللاجئون الخيام ثم أنشأوا بيوتًا صغيرة من الحجر والطين وسقفوها بالشوادر وألواح الزينكو، وقد اعتادوا دفع إيجارات رمزية لمالك الأرض مقابل سكنهم واستخدامهم أرض المخيم، ولكن مع مرور الوقت وتقلص مساحة هذه الأرض للدرجة التي لم تعد معها كافية لإيواء العائلات التي تسكن المخيم بدأ أغلب اللاجئين من ساكني المخيم في استئجار منازل خارج المخيم أو الانتقال إلى مخيمات أخرى مثل مخيم الامعري ومخيم الجلزون ومخيم عقبة جبر، كما نزح بعضهم إلى دول أخرى خارج الأراضي الفلسطينية مثل الأردن بسبب ضيق مساحة المخيم وعدم كفايتها مع عدم استطاعة الكثير من ساكني المخيم لبناء غرفة أو مكان للسكن.
يتكون المخيم حاليًا وفقاً لإفادة رئيس اللجنة الشعبية في المخيم ناصر شرايعة من خمسة وأربعين بناية مُستقلّة تحتوي داخلها على خمس وستين شقة سكنيّة.

## معالم المخيم
يستطيع زائر المخيم مُشاهدة الأزقّة الضيقة الفاصلة بين البيوت المتراصّة جنباً إلى جنب فما زالت بعض البيوت المتهدمة بِطينها وحجرها وألواح الزينكو تشهد، وما زالت هناك بقايا متهدمة لبعض بيوت المخيم القديمة التي كانت مبنية من بالطين والحجر وألواح الزينكو.

## الخدمات
يستفيد سُكان مخيم بيرزيت من الخدمات المتوفرة في بلدة بيرزيت، ويحصلون على المياه من شركة مياه القدس كما تصل الكهرباء من بلدة بيرزيت إلى حوالي 15 بيت من بيوت المخيم إلا أنّ هناك ما يصل إلى خمسة بيوت لا تصلها الكهرباء. تتوفر خدمة جمع النفايات لسكان المخيم، ويحتوي مخيم بيرزيت كذلك على مركز تغذية للاجئين يبعد عن المخيم حوالي 200 متر.

## الوضع الصحي
لا تتوفر أية خدمات صحية داخل المخيم مما يضطر أهالي المخيم للانتقال إلى المركز الصحي التابع لمخيم الجلزون المجاور الذي يبعد نحو ثلاثة كيلومترات جنوب مخيم بيرزيت عند حاجتهم للحصول على الخدمات العلاجية والطبية.

## التعليم
أنشأت منظمة إغاثة اللاجئين (الأونوروا) في خمسينيات القرن العشرين مدرسة أساسية للبنات لخدمة سكان مخيم بيرزيت، وكانت المدرسة مكونة من غرفتين استأجرتهما الأونوروا من السكان، وبقي هذا الحال إلى أن بُنيت مدرسة رسمية للبنات في بلدة بيرزيت لكي تخدم سكان المخيم وعموم اللاجئين في البلدة، بينما يتوجه الطلبة الذكور إلى مدارس التربية.

## الاعتراف الدولي بالمخيم
لا يزال مخيم بيرزيت غير معترف به رسميا من وكالة الأمم المتحدة لإغاثة اللاجئين "الاونروا"، كما أنه غير مدرج كذلك لدى وزارات ودوائر حكومة السلطة الفلسطينية، ويزيد هذا من صعوبة الوصول لمعلومات رقمية رسمية دقيقة حول مساحة المخيم وأعداد السكان وأصولهم عند إنشاء المخيم.
وبسبب عدم اعتراف وكالة الأنوروا بالمخيم ظل سكان مخيم بيرزيت منذ ستينيات القرن العشرين يواجهون دعوات قضائية رفعها ضدهم مالكو الأرض الأصليين يطالبونهم فيها بالرحيل عن الأرض، وقد عن هذه القضايا إخلاء أجزاء من أرض المخيم بالفعل مثلما حدث في حارة السقايف الواقعة في الجهة الشرقية من المخيم والتي طالبت كنيسة الروم الأرثوذكس بإخلائها، وقد تم إخلائها بالفعل عام 2008 بموجب اتفاق أبرم بين ممثلين عن السلطة الفلسطينية وبلدية بيرزيت والكنيسة واللاجئين المقيمين بالمخيم. أثر عدم اعتراف وكالة الأنوروا بالمخيم أيضًا على جوانب الحياة المختلفة داخل المخيم، حتى كاد السكان يُحرمون من الحصول على حقوقهم الأساسية.

## الوضع السياسي والنزاعات القضائية
واجه سكان مخيم بيرزيت عدد من القضايا المرفوعة ضدهم لانتزاع مساحات من أرض المخيم التي يقيمون عليها، وكانت المحاكم في أغلب الحالات ترفض تلك الدعاوى أو تؤجلها لفترات طويلة على اعتبار أنّ سكان المخيم أقاموا على هذه الأرض في إطار قضية سياسية عامة ولا يجوز إخراجهم منها دون حلّ سياسيّ لمشكلتهم باستثناء بعض الحالات التي جرى فيها انتزاع أجزاء من أرض المخيم وإعادتها لملاكها الأصليين بموافقة ممثلين عن السلطة الفلسطينية وبلدية بيرزيت وممثلين عن اللاجئين المقيمين بالمخيم مثل حارة السقايف الواقعة في الجهة الشرقية من المخيم والتي تم إخلائها في عام 2008 بعدما طالبت بها كنيسة الروم الأرثوذكس.
بعد عام 1967 كان رد المحاكم الإسرائيلية ترد على رافعي القضايا بعدم قدرتها على اتخاذ قرار يتعلق بمشكلة موجودة منذ عام 1948 وتتعلق بعشرات العائلات التي كانت قد اكتسبت دعمًا من الحكومة الأردنية لإقامة المخيم، ولكن بعد وصول السلطة الفلسطينية لسدة الحكم أصدر الرئيس الراحل ياسر عرفات في عام 1998 مرسومًا وجهه لوزارة العدل الفلسطينية بضرورة إلزام المحاكم بعدم النظر في أي قضايا تُرفع ضد سكان المخيمات غير الرسمية لإخراجهم منها. كان لهذا المرسوم أثر كبير في إيقاف الحملة الشعواء التي بدأها البعض ضد سُكان مخيم بيرزيت عبر المحاكم، كما اعترفت دائرة شؤون اللاجئين بهذه المخيمات باعتبارها مخيمات لاجئين كغيرها من المخيمات المعترف بها من منظمة الأونوروا مما ساهم بشكل واضح في الحدّ من ملاحقة سكان تلك المخيمات قضائياً بهدف إخراجهم منها.